# Pseudotropheus fainzilberi
Pseudotropheus fainzilberi là một loài cá thuộc họ Cichlidae. The IUCN places it in the chi Maylandia, a disputed taxon whose actual name might be Metriaclima. FishBase, however, keeps the species in Pseudotropheus.
Nó được tìm thấy ở Malawi, Mozambique, và Tanzania. Môi trường sống tự nhiên của chúng là hồ nước ngọt.